# Сільваші Золтан Золтанович
Золтан Золтанович Сільваші (угор. Zoltán Szilvási; нар. 20 червня 1993, Велика Добронь, Закарпатська область, Україна) — угорський та український футболіст, півзахисник клубу «Тюркспор».

## Життєпис
Народився в селищі Велика Добронь Закарпатської області. Футболом розпочав займатися в 2008 році в СДЮСШОР (Ужгород). Сезон 2011/12 років провів у дублі дніпропетровського «Дніпра», за дубль якого зіграв 6 матчів. На початку червня 2012 року побував на перегляді в сімферопольській «Таврії», за результатами якого підписав контракт з сімферопольським клубом. У липні 2013 року потрапив до заявки сімферопольського клубу. У сезоні 2013/14 років зіграв по 1 матчу в Прем'єр-лізі та кубку України. Після окупації Криму російськими військами український клуб «Таврія» (Сімферополь) було розформовано, а гравцям було запропоновано перейти в новостворений клуб ТСК. Проте Золтан відмовився від цієї можливості.
У 2014 році виїхав до Угорщини, де підписав контракт з вищоліговим угорським клубом «Мезйокйовешд». З 2014 по 2015 рік виступав у «Шіофоці» (3 матчі), по ходу сезону 2015 року перейшов до «Кішварда». З 2015 по 2016 рік виступав у словацькому клубі «Рімавска Собота». У 2016 році повернувся до Угорщини, де підписав контракт з місцевим клубом «Сентлйоринц». 31 січня 2018 року перейшов до нижчолігового німецького клубу «Тюркспор» (Аугсбург).